# 202. strelska divizija (ZSSR)
202. strelska divizija (izvirno rusko 202. стрелковая дивизия; kratica 202. SD) je bila strelska divizija Rdeče armade v času druge svetovne vojne.

## Zgodovina
Divizija je bila ustanovljena leta 1941.